# Francisco Fernández de Córdoba (1626-1688)
Francisco Fernández de Córdoba Folc de Cardona y Aragón (Madrid, 17 de octubre de 1626-Madrid, 12 de septiembre de 1688), VIII duque de Sessa y grande de España, fue un noble y hombre de estado español; entre otros, fue capitán general de Barcelona.

## Biografía
Hijo de Antonio Fernández de Córdoba y Rojas (f. 1659), a cuya muerte en 1659 heredó los títulos de duque de Sessa, de Soma y de Baena, conde de Cabra, de Palamós y grande de España, y de Teresa Pimentel y Ponce de León (6 de junio de 1596-30 de agosto de 1689), hija de los duques de Benavente. 
Contrajo matrimonio cuatro veces:
- En 1642 con Isabel Fernández de Córdoba, hija de los marqueses de Priego, de quien quedó viudo en 1654; de este enlace nacieron Francisco y Félix, que le sucedieron en sus títulos nobiliarios;
- En 1657 con Mencía de Ávalos y Merino; el matrimonio se celebró en secreto contra la voluntad de la familia, que lo consideraba indigno dada la desigualdad entre las clases sociales de los contrayentes;[4] Francisco fue encarcelado en el Alcázar de Segovia hasta que consintió en la anulación de la boda, y Mencía, ya embarazada, fue recluida en un monasterio de monjas de Alcaudete, donde murió en 1679;
- En 1660 con la marquesa de Távara Ana María Pimentel y Córdoba, fallecida en marzo de 1683, con quien tuvo cinco hijos;
- En 1683 con María Andrea de Guzmán, hija del marqués de Ayamonte y de la marquesa de Astorga, con quien tuvo otros tres hijos.

Fue comendador de Almagro en la orden de Calatrava, virrey de Cataluña, gentilhombre de cámara de Felipe IV, presidente del Consejo de Órdenes y Caballerizo mayor del rey Carlos II.